# バットマン&ロビン 生涯現役宣言!
バットマン&ロビン 生涯現役宣言!  (バットマン&ロビン しょうがいげんえきせんげん!) (Return to the Batcave: The Misadventures of Adam and Burt)は、2002年にCBSで放映されたTVムービー。
テレビシリーズ「バットマン」の主演俳優、アダム・ウェストとバート・ウォードが実名で登場し、盗まれたバットモービルを探すため、60年代撮影当時の出来事を思い出しながらを旅に出る。
テレビシリーズの名場面や、番組制作の舞台裏が登場する。日本では2005年8月1日(月)深夜3時より、WOWOWにて放映。(90分)

## 出演者
- アダム・ウェスト(現在)役　アダム・ウェスト(Adam West)本人
- バート・ウォード(現在)役　バート・ウォード(Burt Ward)本人
- アダム・ウェスト(60年代)役　ジャック・ブルーワー(Jack Brewer)
- バート・ウォード(60年代)役　ジェイソン・マースデン(Jason Marsden)
- ジュリー・ニューマー役　  ジュリア・ローズ (Julia Rose)

ウェストとウォードの他、複数のオリジナルシリーズ出演俳優が登場している。
- ナゾラー(Riddler)を演じた、フランク・ゴーシン(Frank Gorshin) 本人役
- ミス・キャット(Catwoman、初期2シーズン)を演じたジュリー・ニューマー(Julie Newmar) 本人役
- ミス・キャット (Catwoman、劇場映画「バットマン」) を演じたリー・メリーウェザー(Lee Meriwether) ウェイトレス役
- 他にも「ワンダーウーマン」にも出演していた、ライル・ワゴナー(Lyle Waggoner)が特別出演している。

- また、存命中のテレビシリーズ出演者のうち、注目すべきキャストの一人、第3シーズンにバットガール/バーバラ・ゴードン(Batgirl/Barbara Gordon)を演じたイヴォンヌ・クレイグ(Yvonne Craig)は本作に出演していないが、その理由として、「脚本が気に入らなかったので、丁重にお断りしました」と、ファンイベントでの質問に答えている。